# M 66 (галактика)
M 66 (Messier 66, Мессье 66, другие обозначения — NGC 3627, Arp 16, UGC 6346, ZWG 67.57, MCG 2-29-19, ARAK 288, ARP 317, VV 308, PGC 34695) — галактика в созвездии Лев, находящаяся от нас на расстоянии 35 млн. св. лет. Размер галактики составляет 100 тыс. св. лет. Она относится к разновидности спиральных галактик, у неё видны закрученные ветви, хорошо просматриваются пылевые структуры, и заметно центральное утолщение (балдж).
Галактика входит в состав так называемого триплета Льва.
Этот объект входит в число перечисленных в оригинальной редакции «Нового общего каталога», а также включён в атлас пекулярных галактик.
Галактика M66 входит в состав группы галактик NGC 3627. Помимо M66 в группу также входят NGC 3593, M 65, NGC 3623, NGC 3627, NGC 3628, NGC 3596 и NGC 3666.

## Форма

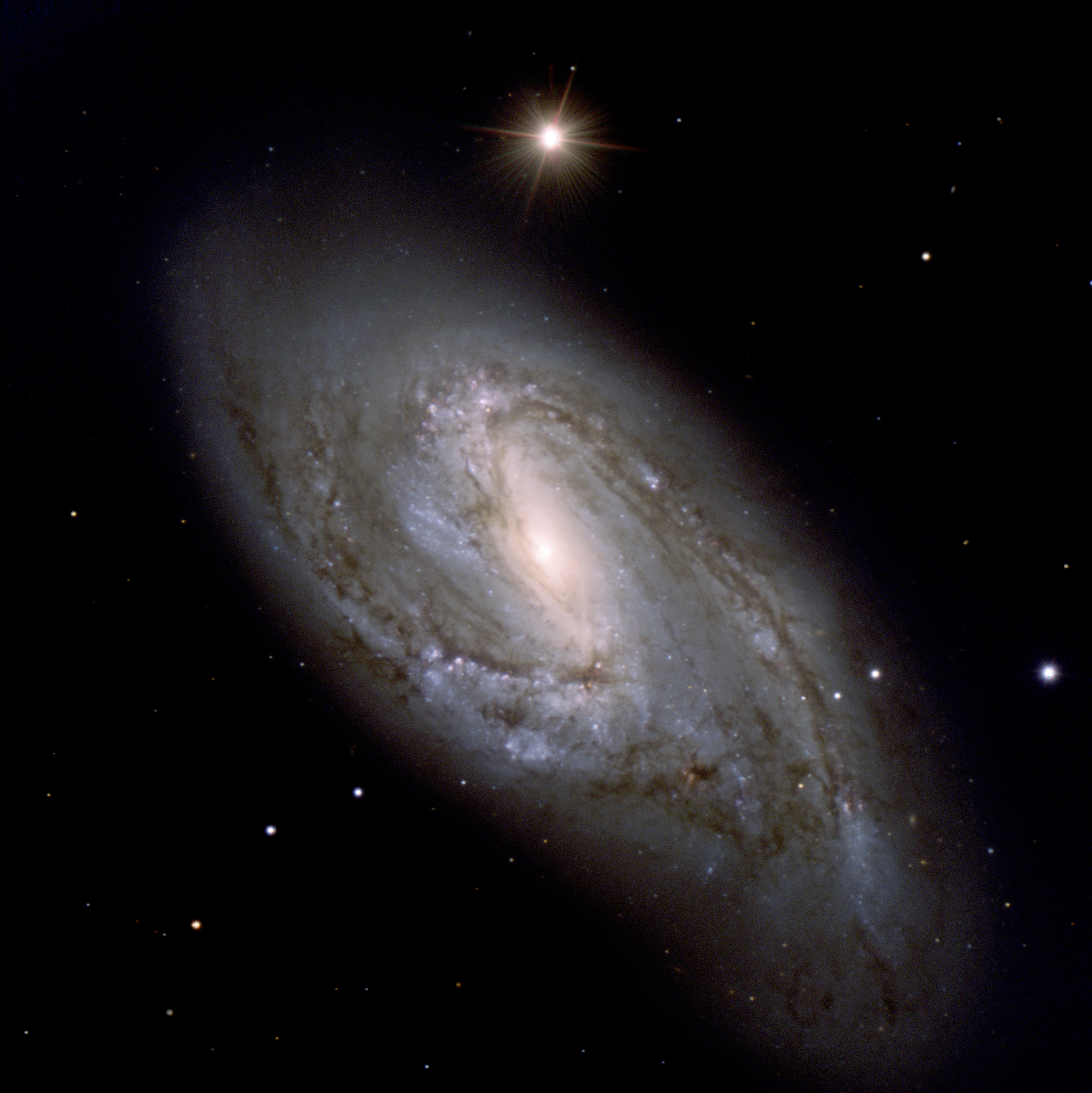

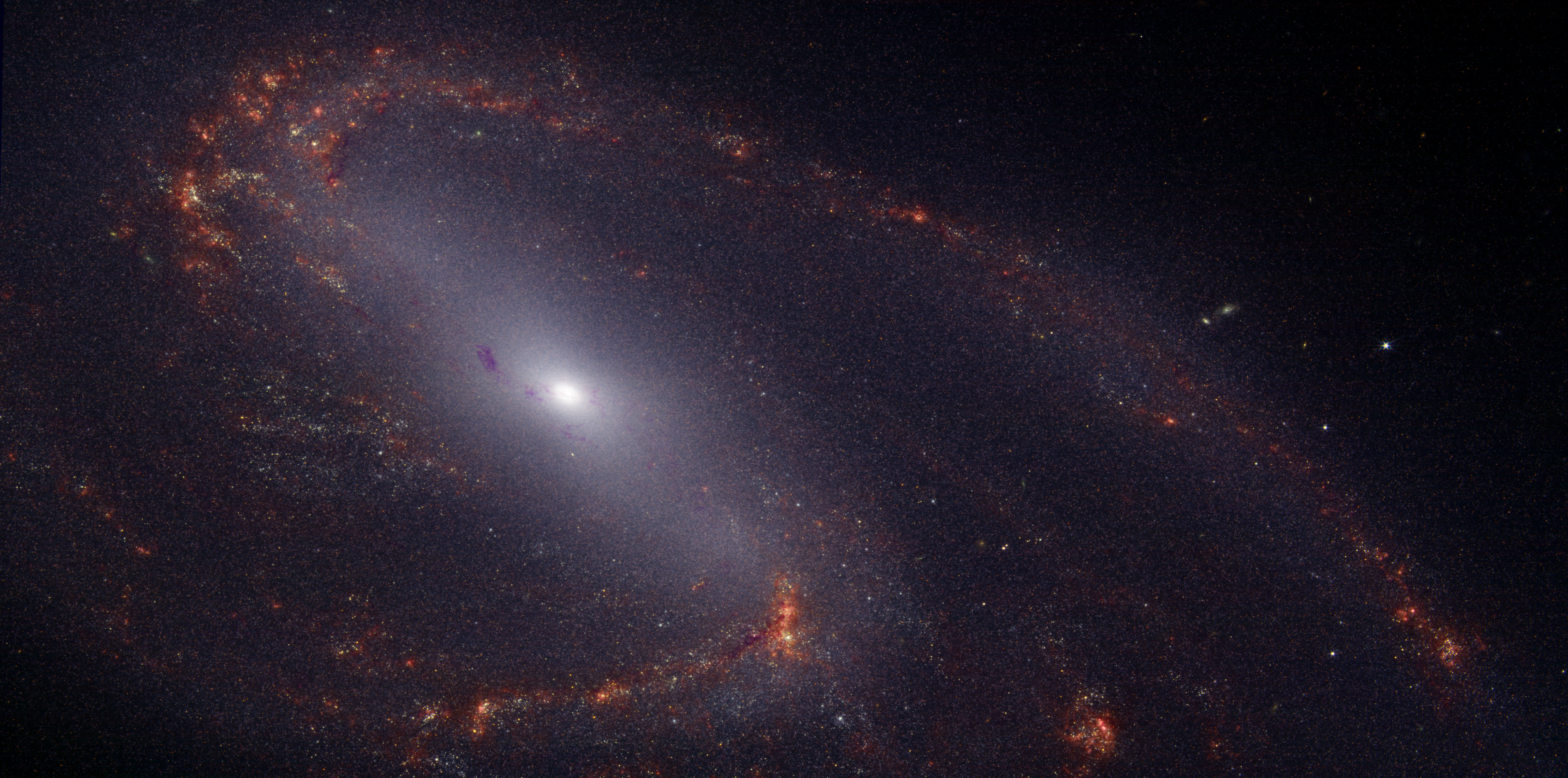

Исследователи полагают, что асимметричная форма галактики может быть обусловлена гравитационным притяжением соседей — галактик M 65 и NGC 3628, — которые располагаются в относительной близости от неё.

## Интересные факты
- M 66 находится на расстоянии 35 миллионов световых лет от Земли в созвездии Льва и является частью группы галактик, которая тоже называется M 66.
- Диаметр галактики составляет около 100 тысяч световых лет.
- M 66 является рекордсменом по количеству сверхновых — начиная с 1989 года здесь было зарегистрировано уже три вспышки, последняя из которых произошла в 2009 году: SN 1997bs типа II, SN 1989B типа Ia, SN 1973R типа II[5].

## Наблюдения

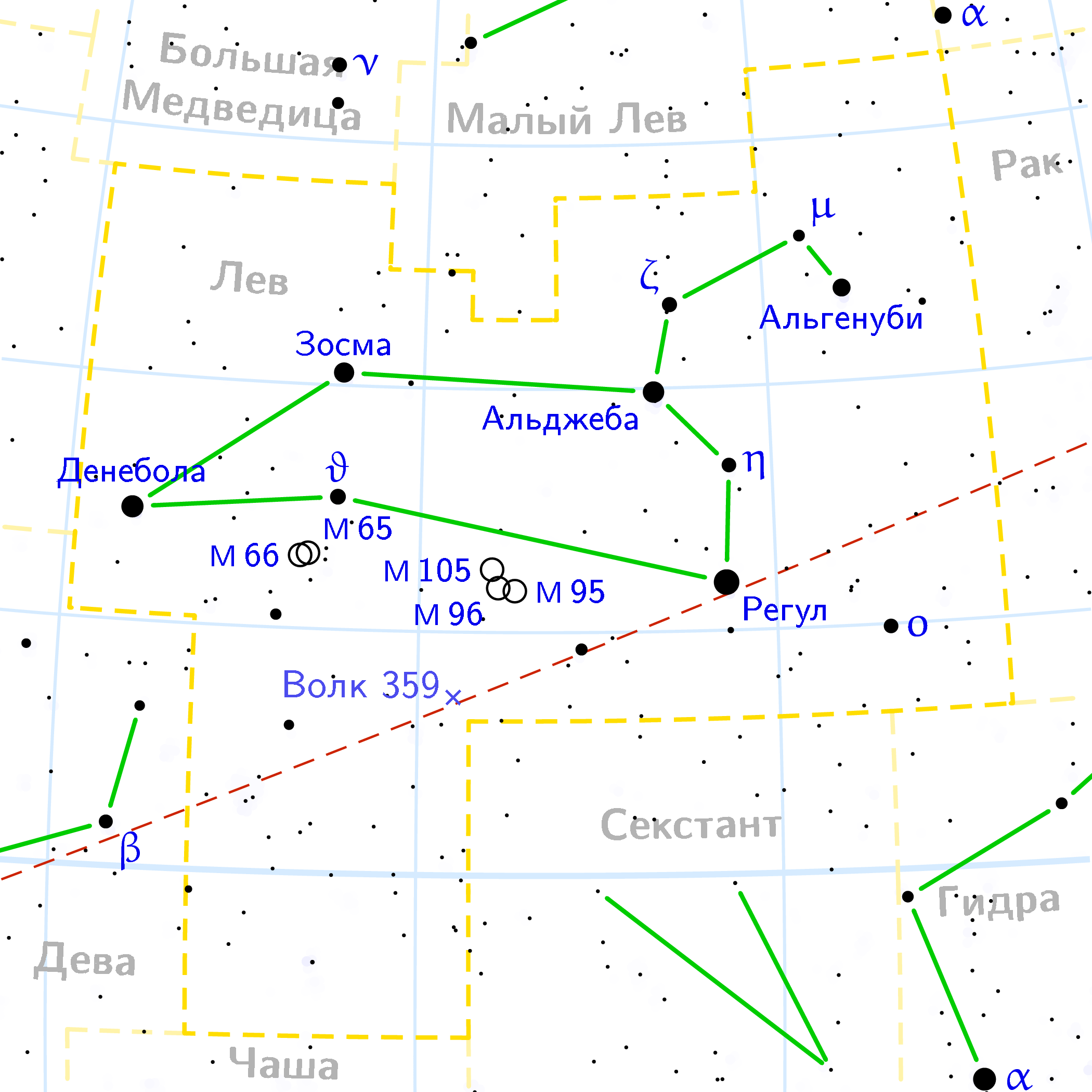
M 66 в созвездии Льва

Три спиральных галактики видимых более или менее с ребра M 66, M 65 и NGC 3628 образуют замечательное трио галактик в подбрюшье Льва. M 66 и M 65 из этого «Триплета Льва» достаточно яркие, чтобы увидеть их даже и в бинокль 7х50, NGC 3628 несколько слабее. Лучшее время для наблюдений — зима и весна. Ночь лучше выбрать без Луны и по дальше от городов, создающих высокую искусственную засветку неба.
M 66 расположена примерно между θ и ι Льва, в 20 угловых минутах восточнее M 65, что в градусе к востоку от довольно яркой 73 Leo (5,3m).
В любительский телескоп галактика видна как диффузное вытянутое (2:5) эллиптическое пятно с ярким компактным ядром. M 66 больше других из этого «Трио» развернута своей плоскостью к наблюдателям и в телескоп с апертурой от 250—300 мм в гало можно попытаться увидеть спиральную структуру её ветвей. Более заметна южная спираль, которая придает галактике при больших увеличениях сходство с цифрой 9. Рядом с галактикой видна звезда переднего плана 10-й величины и пара 13-й.

### Соседи по небу из каталога Мессье
- M 65 — (на запад) чуть менее раскрытая, такая же яркая спиральная галактика;
- M 95 и M 96 — (на запад между звездами 52 и 53 Leo) ещё одна пара похожих друг на друга умеренно ярких спиральных галактик;
- M 105 — (на запад, к северу от пары M 95/M 96) довольно большая и яркая эллиптическая галактика;
- M 99 — (на восток в Волосах Вероники) ближайшая к M 66 из ярких галактик скопления в Деве

### Последовательность наблюдения в «Марафоне Мессье»
…M 105 → M 65 → M 66 → M 81 → M 82…